# Kačerov (metrostation)
Kačerov is een metrostation van de metro van Praag aan lijn C. Het station, dat werd geopend in 1974, bevindt zich op de grens van de wijken Krč en Michle.
Letňany · Prosek · Střížkov · Ládví · Kobylisy · Nádraží Holešovice · Vltavská · Florenc · Hlavní nádraží · Muzeum · I. P. Pavlova · Vyšehrad · Pražského povstání · Pankrác · Budějovická · Kačerov · Roztyly · Chodov · Opatov · Háje